# Megaforce Records
Pour les articles homonymes, voir Megaforce.
Megaforce Records est un label indépendant américain de heavy metal, basé à New York. Le label est fondé en 1982 par le couple Jon et Marsha Zazula (décédés en 2022 et 2021 respectivement). Au fil de son existence, le label a signé des groupes américains de speed et thrash metal tels que Metallica, Anthrax, Testament et Overkill.

## Histoire
Jon « Johny Z » Zazula (né le 16 mars 1952 à New York et décédée le 1er février 2022 à Clermont, Floride),, gérait au début des années 1980 le magasin de disques Rock and Roll Heaven à Old Bridge, New Jersey, et gagnait de l'argent en organisant des concerts de groupes venant de l'extérieur des États-Unis. Il devient le premier à réserver Raven (Grande-Bretagne) et Anvil (Canada) pour des concerts aux États-Unis. Ses efforts pour obtenir un contrat d'enregistrement pour Metallica n'ayant pas abouti, lui et son épouse Marsha Zazula (née le 21 avril 1952 à New York et décédée le 10 janvier 2021 à Clermont, Floride) fondent le label indépendant Megaforce Records et empruntent l'argent nécessaire pour enregistrer et produire un album. 
En été 1983, Megaforce sort son premier disque avec le premier album de Metallica, Kill 'Em All, qui, promu lors d'une tournée avec le groupe Raven, se vend à 17 000 exemplaires dans les deux semaines suivant sa sortie. Encouragé par ce succès, le label signe avec d'autres groupes comme Manowar, Exciter, Anthrax et Raven. Peu de temps après, un contrat de distribution est signé avec Roadrunner Records, qui prévoyait que Roadrunner distribue le catalogue de Megaforce en Europe et que Megaforce obtienne les droits de distribution exclusifs pour les groupes de Roadrunner en Amérique du Nord. C'est ainsi que le premier album de Mercyful Fate, intitulé Melissa, sort aux États-Unis via Megaforce. En outre, la société de gestion Crazed Management est créée. Le label connait son premier revers lorsque le contrat de disque avec Metal Church n'a pas abouti. Peu de temps après, Zazula signe avec le groupe de rock Blue Cheer.
En 1984, les trois groupes les plus vendeurs quittent le label pour des majors : Metallica pour Elektra Records, Raven pour Atlantic Records et Anthrax pour Island Records. Le label réussit à faire signer d'autres nouveaux venus comme Testament et Overkill. L'un des albums les plus vendus du label est le premier Speak English or Die de S.O.D., sorti en 1985, qui compte plus d'un million d'exemplaires vendus. Après le succès commercial des années 1980, le label et son fondateur Jon Zazula se calment un peu au début des années 1990. La principale raison invoquée par ce dernier était le développement de nouveaux sous-genres du heavy metal, qui n'étaient pas ceux pour lesquels il avait fondé Megaforce Records, et le label commencera donc à signer des groupes qui n'étaient pas issus du milieu du heavy metal. En 1992, le label conclut un contrat de distribution avec PolyGram, que Zazula a qualifié rétrospectivement d'erreur. À la fin des années 1990, Jon et Marsha Zazula se retirent dans la vie privée avec leurs enfants et transmettent Megaforce à leur collaboratrice de longue date Missy Calazzo, qui dirige l'entreprise depuis lors.
À la suite de la mort de son fondateur Jon et en son hommage, Metallica annonce en septembre 2022 un concert spécial dans lequel il jouera uniquement les chansons de ses deux premiers albums.

## Groupes et artistes
Megaforce Records a signé avec des groupes de rock et de heavy metal, comme Metallica, Mercyful Fate, Anthrax, Testament, S.O.D., King's X, Warren Haynes, Nile. Le label a aussi signé avec des groupes majeurs du genre : Ministry, Bad Brains, Less Than Jake, et Mushroomhead.